# On-Gaku : Notre rock !
Pour plus de détails, voir Fiche technique et Distribution.
On-Gaku : Notre rock ! (音楽, On-Gaku) est un film d'animation japonais réalisé par Kenji Iwaisawa et sorti en 2019.

## Synopsis
Kenji est un délinquant réputé dans la petite ville où il habite. Un jour, il se met en route pour donner une correction à une bande de punks, mais ne trouve pas le lycée où ils étudient. Le lendemain, alors qu'il rentre chez lui, un inconnu lui confie une basse. Il décide d'essayer d'en jouer avec ses deux acolytes : c'est le début des Kobujutsu.

## Fiche technique
- Titre original : 音楽 (On-Gaku)
- Réalisation : Kenji Iwaisawa
- Scénario : Kenji Iwaisawa d'après l'œuvre de Hiroyuki Ohashi
- Musique : Tomohiko Banse, Grandfunk et Wataru Sawabe
- Sociétés de production : Rock'n Roll Mountain et Tip Top
- Pays d'origine :  Japon
- Langue originale : japonais
- Format : couleur
- Genre : Animation
- Durée : 71 minutes
- Dates de sortie :
  - Canada : 26 septembre 2019 (Ottawa)
  - Japon : 11 janvier 2020
  - France : 15 juin 2020 (Annecy 2020)

## Distribution
- Shintaro Sakamoto : Kenji
- Tomoya Maeno : Ôta
- Tateto Serizawa : Asakura
- Ren Komai : Aya
- Kami Hiraiwa : Morita
- Naoto Takenaka : Ôba

## Distinction
- 2020 : Prix de la meilleure musique originale long métrage, avec le soutien de la SACEM, au Festival international du film d'animation d'Annecy.
- 2020 : Prix Noburō Ōfuji du prix du film Mainichi.